# Ariadna Cantís
Ariadna Cantis Silberstein (Buenos Aires, Argentina, 5 de mayo de 1960) es una arquitecta, crítica y comisaria independiente argentina-española.En su trayectoria se ha dedicado principalmente a la difusión e investigación de la arquitectura y el urbanismo. 

## Biografía
Nacida en Buenos Aires en 1960, en 1977 se estableció en Madrid, donde estudió arquitectura en la Escuela Técnica Superior de Arquitectura de Madrid (ETSAM). 
Divide su actividad profesional entre la difusión de la arquitectura, el urbanismo, la investigación y el comisariado mediante proyectos, exposiciones y publicaciones para conectar la arquitectura con la cultura contemporánea generando e incentivando el pensamiento crítico mediante la investigación de los límites de ambas disciplinas, junto a la investigación de la situación de la mujer dentro del campo de la arquitectura.
Presentó junto a otras 16 arquitectas y urbanistas españolas la petición "¿Dónde están las arquitectas?" en la plataforma Change.org, dirigido a Jordi Ludevid, Presidente del Consejo Superior de los Colegios de Arquitectos de España denunciando la situación de la mujer. También pertenece a la Asociación de Mujeres en las Artes Visuales (MAV). Ariadna Cantís declaró en 2016 para ArchDaily:
"Veo con sorpresa que no hay mujeres premiadas, no hay mujeres propuestas, no hay mujeres en el jurado, no hay mujeres Laudatio, no hay mujeres en el Panel".
Ha sido asesora del Ministerio de Vivienda, coordinando el programa de exposiciones de las Arquerías de los Nuevos Ministerios y Coordinadora de itinerancia nacional e internacional de exposiciones promovidas por la Dirección General de Arquitectura del Ministerio de Fomento.
Ha participado en el Proyecto Estratégico Madrid Centro como experta en Cultura y Comunicación, dirigido por José María Ezquiaga, y como experta en comunicación de arquitectura es corresponsal en Madrid de diversas revistas nacionales e internacionales como A10, summa, ARQ, ARQA, actar, 2G dossier, PISO, DOMUS y DOMUS MEXICO y colaboradora de El País.
Desde el año 2000 es comisaria del programa de investigación Panorama Emergente lberoamericano, y desde 2006 es comisaria de la plataforma de FRESHMADRID. actualmente proyecto invitado al archivo de creadores de MATADERO MADRID.
Desde 2009 es comisaria del proyecto FRESHLATINO y FRESHLATINO 02, una plataforma de difusión de arquitectura iberoamericana con el patrocinio del Instituto Cervantes, junto a otras arquitectas como Nerea Calvillo. En 2008 crea junto con Andrés Jaque la plataforma PIENSAMADRID, dentro de la programación de La Casa Encendida.
Participa como comisaria de TransformingMadrid y Performingarchitecture y también como ponente en Mataderolab. Asistió como experta invitada de los Premios Mies van der Rohe en 2009, y en 2011 fue jurado de los Premios AEPD y miembro del comité científico del festival eme3 en el año 2012.
Entre los años 2011 y 2012 fue comisaria de Arquia Próxima Fundación Caja de Arquitectos, responsable de la internacionalización de la Bienal Española de Arquitectura y Urbanismo, y comisaria y miembro jurado de la III edición del Premio de Arquitectura Social Konecta en 2014 y del concurso en línea "Transitarte" promovido por el Ministerio de Educación, Cultura y Deporte de España.
Desde 2013 es miembro de IKT International Association of Curators of Contemporary Art, ha formado parte de la Junta Directiva del Instituto de Arte Contemporáneo. Entre 2016 y 2019 fue la directora de comunicación del Colegio Oficial de arquitectos de Madrid (COAM).En 2020 participó en el Primer Encuentro de Comunicadores de Arquitectura en Iberoamérica (COMA 2020), junto a la editora salvadoreña/española Ethel Baraona, la artista brasileña Giselle Beiguelman y la editora mexicana Andrea Griborio.
Actualmente es directora de Redes IAAC y del Máster El Urbanismo Próximo, ambos proyectos impulsados por el Instituto de Arquitectura Avanzada de Cataluña sobre el pensamiento iberoamericano contemporáneo en torno a la ciudad, junto a Willy Müller, y los arquitectos cofundadores Aurora Adalid, Ana María Durán, Camilo Restrepo, Nicolás Valencia y Florencia Rodríguez.
Dentro del panorama internacional, Cantís ha participado en numerosas exposiciones, conferencias y seminarios en Buenos Aires, Bruselas, Bogotá, São Paulo, Nueva York, Hamburgo, Frankfurt, Oporto, Belgrado, Beijing, Dublín, Londres, Shanghái, Nueva Delhi, Lisboa.